# Microlagenaria
Microlagenaria là một chi thực vật có hoa trong họ Cucurbitaceae.

## Loài
Chi Microlagenaria gồm các loài: